# Sithayankottai
Sithayankottai è una suddivisione dell'India, classificata come town panchayat, di 12.052 abitanti, situata nel distretto di Dindigul, nello stato federato del Tamil Nadu. In base al numero di abitanti la città rientra nella classe IV (da 10.000 a 19.999 persone).

## Geografia fisica
La città è situata a 10° 17' 48 N e 77° 49' 10 E.

## Società

### Evoluzione demografica
Al censimento del 2001 la popolazione di Sithayankottai assommava a 12.052 persone, delle quali 5.980 maschi e 6.072 femmine. I bambini di età inferiore o uguale ai sei anni assommavano a 1.348, dei quali 682 maschi e 666 femmine. Infine, coloro che erano in grado di saper almeno leggere e scrivere erano 7.239, dei quali 4.129 maschi e 3.110 femmine.